# Alicja Gescinska
Alicja Anna Gescinska (Warschau, 1981) is een Pools-Belgische filosofe, schrijfster en tv-maakster.

## Biografie
In 1988 vluchtte Gescinska met haar ouders uit het communistische Polen naar België. Haar vader was ingenieur en haar moeder redactrice bij een uitgeverij, maar in Lede moesten ze hun leven helemaal heropbouwen.
Ze liep school in Lede. Na een mislukte toelatingsproef voor een toneelschool is Gescinska journalistiek gaan studeren aan de Universiteit Gent. Halverwege is ze omgeschakeld naar moraalwetenschappen. In 2007-2008 deed ze een jaar onderzoek aan de Universiteit van Warschau. Tussen 2008 en 2012 doctoreerde ze in Gent met een wijsgerig onderzoek naar de menselijke factor in het denken van Max Scheler en Karol Wojtyła.
Gescinska raakte bekend met De verovering van de vrijheid, een boek waarin ze autobiografische gegevens verweeft met een filosofisch pleidooi voor positieve vrijheid. Na een bekroning als Liberales-boek van het jaar 2011 en als beste non-fictie boek van 2010 en 2011 door deMens.nu kwam het op de shortlist voor de Socratesbeker van 2012. Sindsdien schrijft Gescinska geregeld essays, opiniestukken en recensies. Op 5 mei 2012 hield ze de vrijheidslezing in het Amsterdamse Felix Meritis waarin ze ressentiment en haat verbond met de ondergang van de persoonlijke en maatschappelijke vrijheid. Sinds 2012 is ze lid van het Filosofische elftal van het dagblad Trouw. Van 2012 tot 2014 verzorgde ze Alicja in Letterenland, een tweewekelijkse kroniek in de boekenbijlage van De Morgen waarin ze een filosofische gedachte exploreert aan de hand van wat ze leest. Tussen 2012 en 2015 schreef ze zes stukken voor Filosofie Magazine en sinds 2015 schrijft ze een tweemaandelijkse filosofische column voor The Brussels Times.
In 2013 trok Gescinska met haar gezin naar de Verenigde Staten. In 2013-2014 deed ze postdoctoraal onderzoek aan Princeton-universiteit als William E. Simon Research Associate en in 2014 ging ze aan de slag aan het Political Science Department van het Amherst College als Loewenstein Fellow. In de lente van 2015 doceerde ze er Philosophy of Freedom, in de herfst van 2015 European Politics: The EU and the Making of the United States of Europe en in de lente van 2016 Religious Freedom and Islam in Europe.
In 2016 verscheen haar debuutroman, Een soort van liefde. Daarin vertelt Gescinska het verhaal van verschillende soorten liefde die tegen elkaar aan schuren: de moeizame liefde tussen een vader en zijn dochter en de onverhoedse liefde tussen een ouder wordende professor en zijn studente. Het boek werd bekroond met de Debuutprijs.
Om zich meer op haar schrijven te kunnen richten, besliste Gescinska haar academische carrière stop te zetten en terug te keren naar België. In het najaar van 2016 was ze te zien in het levensbeschouwelijke televisieprogramma Wanderlust op Canvas waarin ze filosofische gesprekken voert met internationaal gerenommeerde filosofen, schrijvers, wetenschappers en kunstenaars zoals Roger Scruton, Connie Palmen en Krzysztof Zanussi. Op 3 september 2017 begon het tweede seizoen van Wanderlust. Voor de tweede reeks ontmoette Gescinska onder anderen Youssou N'Dour, Marcel Möring en Theodore Dalrymple.
Bij de Europese verkiezingen van 2019 stond ze als onafhankelijke kandidaat op de derde plaats van de Open Vld-lijst. De partij wist echter maar twee zetels meer te houden, waardoor Gescinska niet verkozen raakte.
Over deze ervaring, de kwaliteit van het publiek debat en de sociale en politieke rol van intellectuelen, schreef ze vervolgens het boek Intussen komen mensen om. Dit boek werd verkozen tot het Liberales-boek 2019.
In 2022 werd ze koninklijk onderscheiden als Commandeur in de Leopoldsorde.

## Werken

### Beschouwend proza
- De verovering van de vrijheid (2011)
- Allmensch: Van middelmaat tot meesterschap (2016)
- Thuis in muziek: Een oefening in menselijkheid (2018)
- Intussen komen mensen om: Over politieke betrokkenheid (2019)
- Kinderen van Apate: Over leugens en waarachtigheid (2020)
- Denkers van vandaag voor de wereld van morgen (2021)
- Humanitas: Een vergeten ideaal (2023)
- Politiek zonder partijen (2023)
- De illiberale verleiding: Over de uitholling van de democratische rechtsstaat (2024)

### Poëzie
- Trojaanse gedachten (2021)

### Proza
- Een soort van liefde (2016)
- De gezichtslozen (2025)

### Toneel
- Apate spreekt (2022)
- Daar mag je niet aan denken (2022)

## Prijzen en nominaties
- De verovering van de vrijheid (2011): bekroond met De Boekenprijs van deMens.nu; shortlist Socratesbeker; shortlist Liberales Boek van het jaar
- Een soort van liefde (2016): bekroond met de Debuutprijs; shortlist Confituur (boekhandels) Boekhandelsprijs
- Thuis in muziek (2018): shortlist Socratesbeker; longlist Hypatiaprijs
- Intussen komen mensen om (2019): bekroond met Liberales Boek van het jaar; longlist Hypatiaprijs
- Trojaanse gedachten (2021): bekroond met Awater Clubkeuze 2022-1

- Gemeinsame Normdatei: 103544660X
- International Standard Name Identifier: 0000 0003 9176 805X
- Library of Congress Control Number: no2015056983
- Nederlandse Thesaurus van Auteursnamen: 338220720
- Système universitaire de documentation: 172310393
- Virtual International Authority File: 285650514
- WorldCat: E39PBJgMCRcmFwYMt7bbmJvmBP